# Fototypy skóry
Fototypy skóry – numeryczny schemat klasyfikacji koloru ludzkiej skóry. Według klasyfikacji, którą w 1975 zaproponował amerykański dermatolog Thomas B. Fitzpatrick, u ludzi można wyróżnić 6 typów skóry (tzw. fototypy), w zależności od reakcji skóry na promieniowanie ultrafioletowe.
Koncepcja klasyfikowania typów skóry w zależności od reakcji na promieniowanie ultrafioletowe powstała, aby móc dobierać właściwe dawki promieniowania w leczeniu osób z chorobami skóry. W wyniku prowadzonych doświadczeń okazało się, że samo określenie koloru skóry, włosów i oczu nie jest wystarczające i powinno być uzupełnione o informacje od poszczególnych osób, o tym jak ich skóra reaguje na promieniowanie (łatwość opalania i podatność na oparzenia).
| Typ | Cechy charakterystyczne                                                                    | Reakcja na światło słoneczne                            |
| --- | ------------------------------------------------------------------------------------------ | ------------------------------------------------------- |
| I   | Blady kolor skóry, niebieskie lub piwne oczy, włosy blond lub rude, bardzo często piegi    | Zawsze ulega oparzeniom, nigdy się nie opala            |
| II  | Jasny kolor skóry, zielone lub piwne oczy, włosy blond, rude lub brązowe, często piegi     | Zazwyczaj ulega oparzeniom, trudno się opala            |
| III | Kremowy kolor skóry, ciemny blond lub brązowe włosy, szare lub brązowe oczy, rzadko piegi  | Umiarkowanie ulega poparzeniom, opala się przeciętnie   |
| IV  | Jasnobrązowa do oliwkowej skóra, ciemne włosy, brązowe lub ciemnobrązowe oczy, brak piegów | Rzadko ulega oparzeniom, zawsze się opala               |
| V   | Brązowa skóra, ciemne lub czarne włosy, ciemnobrązowe oczy                                 | Bardzo rzadko ulega oparzeniom, łatwo i mocno się opala |
| VI  | Ciemnobrązowa lub czarna skóra, czarne włosy, ciemnobrązowe oczy, brak piegów              | Nigdy nie ulega oparzeniom, nigdy się nie opala         |